# 浮かれ狐千本桜
『浮かれ狐千本桜』（うかれぎつねせんぼんざくら）は、1954年に公開された斎藤寅次郎監督の日本映画。歌舞伎や文楽の演目『義経千本桜』の翻案作品である。

## スタッフ
以下のスタッフ名はKINENOTEに従った。
- 監督 - 斎藤寅次郎
- 脚本 - 八住利雄
- 製作 - 杉原貞雄
- 撮影 - 友成達雄
- 美術 - 加藤雅俊
- 音楽 - 原六朗
- 録音 - 沼田春雄
- 照明 - 秋山清幸

## キャスト
以下の出演者名と役名はKINENOTEに従った。
- 和田孝 - 源義経
- 長谷川裕見子 - 静御前
- 益田キートン - 弁慶
- 清水金一 - 亀井六郎
- 森川信 - 駿河次郎
- 伴淳三郎 - 佐藤忠信／狐忠信
- 若安清子 - 腰元楓
- 山沢路子 - 腰元小菊
- 花菱アチャコ - いがみの権太
- 坪内美子 - おせん
- 目黒裕樹 - 善太
- 古川緑波 - 彌左衛門
- 浪花千栄子 - おつじ
- 星美智子 - お里
- 二代目 市川小太夫 - 渡海屋銀平
- 小園蓉子 - お安
- 市村俊幸 - 川連法眼
- 荒川さつき - 飛鳥
- 堺駿二 - 逸見の藤太／じいさん狐
- 星十郎 - 相模五郎
- 鳥羽陽之助 - 梶原景時
- 柳家金語楼 - 富樫の左衛門
- 神楽坂はん子 - はん子狐
- 雪村いづみ - いづみ狐